# Édouard Cazaux
Édouard Cazaux (* 1889 in Cauneille, Frankreich; † 1974 in La Varenne, Frankreich) war ein französischer Keramiker und Bildhauer.

## Leben
Cazaux stammte aus einer Familie von Töpfern. Der Bildhauer und Keramiker erlernte seine Kunst schon in jungen Jahren. In Tarbes arbeitete er als Keramiker in einer Fabrik. Er studierte an der École des Beaux-Arts in Paris, aber auch an der École de Sèvres.
Seine ersten Schritte in die Kunst unternahm er als Bildhauer. Nach einigen Jahren in Paris, wo er Zugang zur „Manufacture de Sèvres“ hatte, ließ er sich 1920 in La Varenne nieder und baute dort sein Atelier auf. Als Drechsler arbeitete Cazaux für die Keramiker der Familie Lachenal (Edmond Lachenal mit seinen Söhnen Jean-Jacques Lachenal und Raoul Lachenal) sowie für Jean Mayodon. 1923 war Cazaux Sekretär des Salon d’ Automne de céramique.
Cazaux gehörte der von dem Éditeur d’art (Kunstverleger) und Bildgießer Arthur Goldscheider in den frühen 1920er Jahren mit Vertretern des Art déco gegründeten Künstlergruppe L’Evolution an, deren Arbeiten Goldscheider 1925 auf der Pariser Exposition internationale des Arts Décoratifs et industriels modernes ausstellte.
Erst 1929 begann Cazaux sich ganz der Keramik zu widmen. Er war von der klassischen griechischen Bildhauerei beeinflusst und bevorzugte anfänglich einfache Formen, bis er sich dem Kubismus zuwandte und dann seinen eigenen Stil entwickelte. Zu seinen Themen gehören nicht nur neoklassizistische Bezüge, sondern auch der Ferne Osten und die primitive und die afrikanische Kunst. Cazaux’ Arbeiten zeigen mit leuchtenden Glasuren und bildlichen Techniken unverwechselbare Effekte, die er durch verschiedene Oxidationsmethoden und den Einsatz von Kupfereinlagen erreichte. Seine Werke sind bekannt für ihre lebhaften Farben, schlichten Formen und handbemalten Dekorationen. 1937 wurde Cazaux in die Ehrenlegion aufgenommen. Seine Werke sind im Musée des Arts Décoratifs in Paris und im Museum von Saint-Maur ausgestellt.

## Werke (Auswahl)
- Le Feu
- Vase de fleurs
- Vase globulaire
- Femme nue assise
- Boîte couverte de forme cubique
- Vase formant pied de lampe lenticulaire
- Vase formant pied de lampe lenticulaire
- Grand vase piriforme
- Petit vase boule sphérique
- Crépuscule Vase tronconique évasé